# Schütze (Tierkreiszeichen)

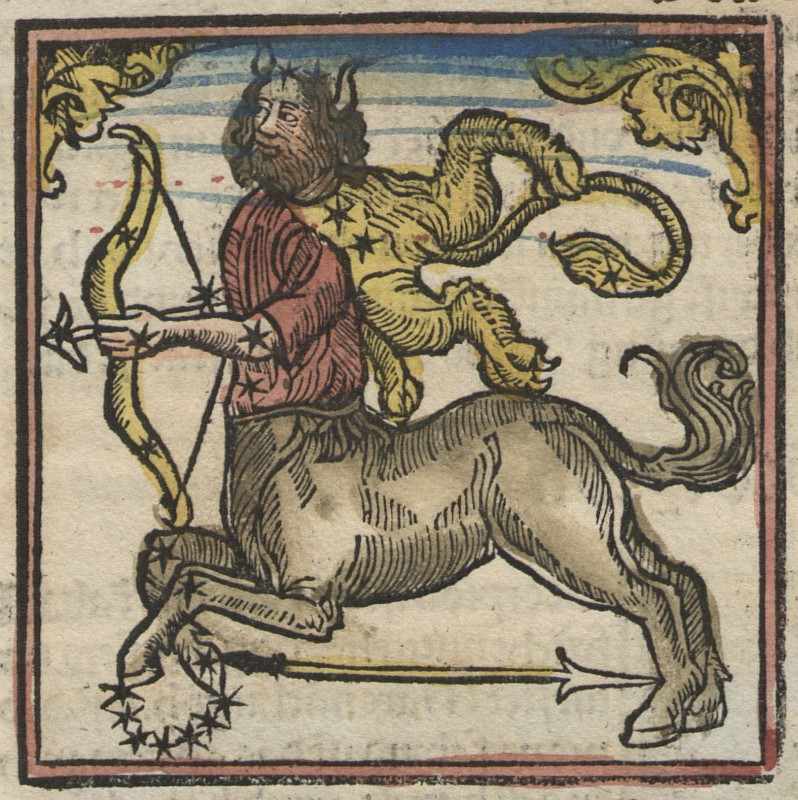
Der Schütze in einem Werk von Regiomontanus.

Astrologisches Symbol des Schützen

Das Tierkreiszeichen Schütze (altgriechisch τοξότης Toxótēs, lateinisch Sagittarius) entspricht dem neunten Abschnitt des Tierkreises von 240° bis 270° ekliptikaler Länge ab dem Frühlingspunkt.
Die Sonne befindet sich im Mittel in der Zeit zwischen 23. November und 21. Dezember in diesem Zeichen. Aufgrund der Wanderung des Frühlingspunktes entspricht das Tierkreiszeichen Schütze heute nicht mehr dem Sternbild Schütze. Im Sternbild Schütze befindet sich die Sonne ungefähr in der Zeit zwischen 18. Dezember und 20. Januar.
Nach dem Tetrabiblos des Claudius Ptolemäus
- ist der Schütze männlich (I.12) und
- der Jupiter ist Herrscher des Zeichens (I.17).

Als melothesische Entsprechung wurden dem Schützen in der antiken Iatroastrologie die Oberschenkel zugeordnet. Die zugeordnete Gottheit war Diana.
Mit Widder und Löwe bildet der Schütze das Trigon des Elements Feuer und mit Fische, Zwillingen und Jungfrau das Quadrat der vier beweglichen Zeichen.
Das Zeichen war bereits Teil des babylonischen Tierkreises. Auf den MUL.APIN-Tafeln erscheint es als „Glanz des Gottes“ (PA.BIL.SAG).
Dargestellt wird das Zeichen seit der Antike als Mischwesen, meist als Kentaur. Der menschliche Teil hält einen gespannten Bogen und ist dabei, einen Pfeil abzuschießen. Manchmal ist das Mischwesen auch ein Triton. Das astrologische Symbol zeigt einen stilisierten Bogen, auf dem ein Pfeil liegt.
Das Unicode-Zeichen für das Symbol ist U+2650 (♐).